# Lista de membros da Royal Society eleitos em 1999
Esta é uma lista de Membros da Royal Society eleitos em 1999.

## Fellows
1. Frances Ashcroft
2. Anthony Barrett
3. Rosa Beddington (1956–2001)
4. Derek Briggs
5. Simon Campbell
6. Ian Stuart Edward Carmichael (1930–2011)
7. Lorna Casselton
8. John Brian Clegg
9. David Cockayne (m. 2010)
10. David Delpy
11. Derek Denton
12. Raymond Dixon
13. Athene Donald
14. Philip England
15. Douglas Fearon
16. Gary Gibbons
17. William Timothy Gowers
18. Ron Grigg
19. Alan Hall
20. Peter Knight
21. John Paul Maier
22. Barry Marshall
23. Iain Mattaj
24. Ernest McCulloch (m. 2011)
25. John McWhirter
26. John Mollon
27. John Ockendon
28. John Pethica
29. Dolph Schluter
30. John Shepherd
31. Joseph Silk
32. James Stirling
33. Alfred Geoffrey Sykes (1934–2007)
34. Janet Thornton
35. John Toland
36. Anthony Trewavas
37. David Alan Walker
38. Graham Barry Warren
39. Denis Weaire
40. Peter Williams
41. Robert Williamson
42. Magdi Yacoub

## Foreign Members
1. Robert Huber, bioquímico alemão[2]
2. Marc Kirschner, biologista celular estadunidense[3]
3. George Ledyard Stebbins  (1906–2000), geneticista estadunidense[4]
4. Gilbert Stork, químico orgânico estadunidense[5]
5. Edward Witten, físico teórico estadunidense[6]
6. Richard Zare, físico-químico estadunidense [7]